# Fathers and Sons
Fathers and Sons — подвійний студійний альбом американського блюзового музиканта Мадді Вотерса, випущений у серпні 1969 року лейблом Chess.

## Історія альбому

### Обкладинка
Ілюстрація обкладинки Fathers and Sons була створена Доном Вілсоном на основі розписів Мікеланджело в Сікстинській капелі. Дизайн альбому був розроблений компанією Daily Planet. Розширене перевидання 2001 року на MCA Records містить дизайн, створений Майком Фінком.

### Позиції в чартах
У 1969 році Fathers and Sons посів 70-е місце в чарті Billboard 200, ставши найуспішнішим альбомом Мадді Вотерса в хіт-парадах; це було найвище місце музиканта на вершині чартів. Наступним потраплянням до чартів Вотерса став випуск альбому Hard Again лише у 1977 році.

### Реакція критиків
Оглядач AllMusic Ліндсей Плейнер поставив альбому Fathers and Sons оцінку 3 з 5. Дмитро Казанцев з Blues.Ru у своїй рецензії поставив альбому оцінку 4 з 5, а Олексій Калачов також 4 з 5.
Журналіст Піт Велдінг у своєму огляді для Rolling Stone (24 травня 2001) назвав цей альбом «одним з найкращих виступів Мадді Вотерса», відзначившу гру Баттерфілда і Сема Лея на барабанах.

## Список композицій
1. «All Aboard» (Маккінлі Морганфілд) — 2:50
2. «Mean Disposition» (Маккінлі Морганфілд) — 5:42
3. «Blow Wind Blow» (Маккінлі Морганфілд) — 3:35
4. «Can't Lose What You Ain't Never Had» (Маккінлі Морганфілд) — 3:03
5. «Walkin' Thru the Park» (Маккінлі Морганфілд) — 4:45
6. «Forty Days and Forty Nights» (Бернард Рот) — 3:04
7. «Standin 'Round Crying» (Маккінлі Морганфілд) — 4:01
8. «I'm Ready» (Віллі Діксон) — 3:33
9. «Twenty Four Hours» (Едді Бойд) — 4:46
10. «Sugar Sweet» (Мел Лондон) — 2:16

записані під час концерту в Super Cosmic Joy-Scout Jamboree
1. «Long Distance Call» (Маккінлі Морганфілд) — 3:35
2. «Baby Please Don't Go» (Маккінлі Морганфілд) — 3:05
3. «Honey Bee» (Маккінлі Морганфілд) — 3:57
4. «The Same Thing» (Віллі Діксон) — 6:00
5. «Got My Mojo Working (Part 1)» (Престон Фостер) — 3:39
6. «Got My Mojo Working (Part 2)» (Престон Фостер) — 5:33

## Учасники запису
- Мадді Вотерс — вокал, гітара
- Отіс Спенн — фортепіано
- Майкл Блумфілд — гітара
- Пол Баттерфілд — губна гармоніка
- Дональд «Дак» Данн — бас-гітара
- Сем Лей — ударні
- Джефф Карп — губна гармоніка [хроматична] (1)
- Пол Асбелл — ритм-гітара (5, 6, 10)
- Філ Апчерч — бас-гітара (1)
- Бадді Майлз — ударні (16)

Технічний персонал
- Норман Дейрон — продюсер
- Рон Мало (1—10), Райс Гамел (11—16) — інженер
- Дон Вілсон — ілюстрація
- Daily Planet — дизайн альбому
- Піт Велдінг, Філ Чесс, Віллі Діксон — консультанти